# Споменици града Ниша
| Слика | Назив                                                                       | Општина     | Адреса                       | Година/број СГ     | Напомена                                                                                         |
| ----- | --------------------------------------------------------------------------- | ----------- | ---------------------------- | ------------------ | ------------------------------------------------------------------------------------------------ |
|       | Нишка тврђава                                                               | Црвени крст | -                            | 1949               | војно утврђење из турског времена, 17. век                                                       |
|       | Медијана                                                                    | Медијана    |                              |                    | археолошко налазиште из римског доба (3—4. век)                                                  |
|       | Биста Карађорђе Петровић - Вожда                                            | Медијана    | Вождова 29                   | -                  | Испред Основне школе Вожд Карађорђе                                                              |
|       | Логор Црвени крст                                                           | Црвени крст |                              | 1979               | један од ретко очуваних логора из Другог светског рата                                           |
|       | Спомен парк Бубањ                                                           | Палилула    |                              |                    | спомен парк на стратишту стрељаним грађанима у Другом светском рату                              |
|       | Спомен комплекс Старо гробље под Горицом                                    | Палилула    |                              | 1987               | Старо градско гробље под заштитом државе                                                         |
|       | Ћеле кула                                                                   | Медијана    | Булевар др Зорана Ђинђића бб |                    | јединствени споменик из 19. века са лобањама српских устаника из Битке на Чегру, узиданим у кулу |
|       | Биста Стевана Синђелића                                                     | Медијана    | Булевар др Зорана Ђинђића бб | 1938               | налази се поред Ћеле куле, рад вајара Славка Милетића                                            |
|       | Чегар                                                                       | Пантелеј    |                              |                    | брдо на коме је било поприште Битке на Чегру, 10. маја 1809. године                              |
|       | Споменик ослободиоцима Ниша                                                 | Медијана    |                              |                    | споменик посвећен ослобођењу Ниша од Турака и родољубима из Првог светског рата                  |
|       | Споменик Александру Ујединитељу                                             | Медијана    |                              |                    | споменик посвећен краљу Александру Карађорђевићу                                                 |
|       | Казанџијско сокаче                                                          | Медијана    |                              |                    | стари урбани део града у данашњој Копитаревој улици, изграђен још половином 18. века             |
|       | Старохришћанска базилика са мартиријумом у Јагодин-малој, 4. век            | Пантелеј    |                              |                    |                                                                                                  |
|       | Ранохришћанска гробница са фрескама са краја 6. века                        | Пантелеј    |                              |                    |                                                                                                  |
|       | Спомен капела                                                               | Црвени крст |                              |                    | подигнута жртвама НАТО бомбардовања 1999. године                                                 |
|       | Споменик жртвама НАТО агресије на СРЈ                                       | Црвени крст |                              |                    |                                                                                                  |
|       | Праисторијски локалитет Бубањ                                               | Палилула    |                              |                    | археолошко налазиште из доба неолита                                                             |
|       | Споменик кнезу Милану Обреновићу и ослободиоцима Ниша 1878. године          | Црвени крст |                              |                    | ослободиоцу Ниша у Нишкој тврђави                                                                |
|       | Споменик поводом потписивања првог српско-немачког споразума 27. јула 1189. | Црвени крст |                              |                    |                                                                                                  |
|       | Споменик обешенима 1821. године                                             | Медијана    |                              |                    |                                                                                                  |
|       | Споменик Учитељу Таси испред истоимене школе                                | Медијана    |                              |                    |                                                                                                  |
|       | Споменик Дражи Михаиловићу                                                  | Медијана    |                              |                    |                                                                                                  |
|       | Споменик палим пилотима                                                     | Медијана    | Трг Мије Станимировића       |                    |                                                                                                  |
|       | Споменик Стевану Сремцу                                                     | Медијана    |                              |                    | у холу истоимене гимназије                                                                       |
|       | Споменик Стевану Сремцу и Калчи                                             | Медијана    | Победина                     |                    |                                                                                                  |
|       | Спомен-чесма Стевана Сремца                                                 | Медијана    | Победина                     |                    |                                                                                                  |
|       | Биста Стевану Сремцу испред                                                 | Медијана    |                              | Народног позоришта |                                                                                                  |
|       | Споменик Бранку Миљковићу                                                   | Медијана    | Синђелићев трг               |                    | испред Народног позоришта                                                                        |
|       | Споменик фудбалеру                                                          | Медијана    |                              |                    |                                                                                                  |
|       | Гробови совјетских војника                                                  | Медијана    | Трг краља Александра         |                    |                                                                                                  |
|       | Вуков споменик                                                              | Медијана    |                              |                    | двориште Народне библиотеке                                                                      |
|       | Споменик Божидару Аџији                                                     | Медијана    | Булевар Немањића бб          |                    | Испред Месне заједнице Божидар Аџија,                                                            |
|       | Вуков споменик у холу Гимназије „9. мај“                                    | Медијана    |                              |                    |                                                                                                  |
|       | Његошев споменик у холу Гимназије „9. мај“                                  | Медијана    |                              |                    |                                                                                                  |
|       | Лапидаријум                                                                 | Црвени крст |                              |                    |                                                                                                  |
|       | Споменик првом начелнику комунистичке општине - Павлу Стојковићу            | Медијана    |                              |                    | крај Народне библиотеке                                                                          |
|       | Споменик Душку Радовићу                                                     | Медијана    | на Тргу краља Александра     |                    |                                                                                                  |
|       | Споменик Душку Радовићу                                                     |             |                              |                    | у довришту истоимене основне школе                                                               |
|       | Споменик Филипу Филиповићу                                                  |             |                              |                    | у холу основне школе „Душко Радовић“                                                             |
|       | Биста Луја Пастера                                                          | Медијана    | Булевар др Зорана Ђинђића 50 |                    | испред зграде Пастеровог завода у Нишу                                                           |
|       | Биста Михајла-Мике Марковића                                                | Медијана    | Булевар др Зорана Ђинђића 50 |                    | испред зграде Пастеровог завода у Нишу                                                           |
|       | Споменик Вожду                                                              |             |                              |                    | у дворишту истоимене основне школе                                                               |
|       | Споменик умрлим од тифуса из 1915.                                          | Медијана    | Булевар др Зорана Ђинђића бб |                    | у кругу Војне болнице                                                                            |
|       | Споменик нападу на Немце у Хотелу Ниш 1941                                  | Медијана    |                              |                    |                                                                                                  |
|       | Биста Војводе Петра Бојовића                                                | Медијана    |                              |                    | Ослободилац Ниша у Првом светском рату                                                           |
|       | Биста Надежде Петровић                                                      | Медијана    | на кеју                      |                    |                                                                                                  |
|       | Споменик Константину Великом                                                | Медијана    | на кеју                      | 2012               |                                                                                                  |
|       | Биста Панета Ђукића                                                         | Медијана    | Вождова бб                   |                    | У дворишту ОШ „Вожд Карађорђе“                                                                   |
|       | Споменик сањару о светском миру                                             | Медијана    |                              |                    | Нишавски кеј                                                                                     |
|       | Скулптура „Метаморфозис Константиниана”                                     |             |                              |                    | Нишавски кеј                                                                                     |
|       | Споменик посвећен чувеном Ромском музичару Шабану Барјамовићу               |             |                              |                    | Нишавски кеј код Официрског дома                                                                 |
|       | Споменик палим ваздухопловцима                                              | Медијана    |                              |                    | Парк Маргер                                                                                      |
|       | Чесма у парку Маргер                                                        | Медијана    |                              |                    | Парк Маргер                                                                                      |
|       | Споменик Патријарху српском Иринеју                                         |             |                              |                    | Порта Саборне цркве у Нишу                                                                       |
|       | Чесма Патријарха српског Иринеја                                            |             |                              |                    | Порта Саборне цркве у Нишу                                                                       |